# Димитриос Дривас
Димитриос Дривас је био грчки морнар и пливач који је учествовао на првим Олимпијским играма 1896 у Атини.
Дривас је учествовао само у посебној трци морнара на 100 метара слободно, која је била организована за морнаре грчке краљевске морнарице. Иако је одржана ван званичног програма Олимпијских игара, само за одређену категорију такмичара МОК је медаљу коју је Дривас освојио приписао у укупан збир грчких олимпијских медаља. Био је трећи, иза Јоаниса Малокиниса који је победио и дригопласираног Спиридона Хасаписа.